# 島津吉貴
島津 吉貴（しまづ よしたか）は、江戸時代前期から中期の大名。島津氏21代当主。薩摩藩の第4代藩主。

## 生涯
延宝3年（1675年）9月に島津綱貴の子として鹿児島城で誕生。ただし、父・綱貴が再婚して間もない頃の誕生だったためか後室の鶴姫（吉良義央長女、上杉綱憲養女）や世間を憚り、曾祖父・島津光久の子供達と共に育てられる。元禄2年（1689年）、5代将軍・徳川綱吉から、「松平」の名字と偏諱（「吉」の一字）を与えられ、初名の忠竹（ただたけ）から吉貴（「松平修理大夫吉貴」、「貴」は父・綱貴の偏諱）に改名。宝永元年（1704年）、父の死により家督を継ぐ。宝永7年（1710年）、6代将軍・徳川家宣に対して琉球慶賀使を聘礼させた。享保6年（1721年）、病気により痞が酷く、目まいもたびたび起こり、登城すら困難であるとして、長男の継豊に家督を譲って隠居する。後に継豊が8代将軍・徳川吉宗の養女・竹姫と再婚させられそうになったときには反対派の筆頭であったとも言われる。延享4年（1747年）10月、73歳で没した。
吉貴はそれまであった加治木島津家、垂水島津家に加え自分の息子達に越前家（家祖は四男忠紀）、今和泉島津家（家祖は七男忠卿）と言う分家を作らせ、この4分家のみが本家に後継者がいない場合に藩主を出せる家系とした。徳川将軍家の御三家や他藩の「支藩」にも似た体制だが、他藩ではこのような有力分家は「支藩」にするのに対し、薩摩藩では「私領主」の扱いで対外的には家臣と変わらなかったのは大きな特徴である。

## 系譜
- 父：島津綱貴（1650-1704）
- 母：お重の方 - 二階堂宣行の娘
- 正室：福姫 - 松平定重の娘
- 側室：須磨 - 名越恒渡（右膳）の妹
  - 長女：満君 - 近衛家久室
  - 長男：島津継豊（1702-1760） - 薩摩藩五代藩主、吉貴正室・福姫（松平定重の娘）の養子
  - 次男：忠五郎
  - 三男：島津貴儔（1709-1791） - 島津忠直（垂水島津家）の養子
  - 女子：島津久尚（花岡島津家）室
- 側室：お幾 - 郷田兼近の娘
  - 四男：島津忠紀（1734-1766） - 重富島津家祖、吉貴側室・須磨（名越恒渡の妹）の養子
  - 五男：島津久亮 - 島津久倫（宮之城島津家）の養子
  - 女子：島津久茂（都城島津家）室 - 吉貴正室・福姫（松平定重の娘）の養子
  - 六男：島津貴澄（1738-1807） - 島津貴儔（垂水島津家）の養子
- 側室：坂 - 近藤嘉包の娘
  - 女子：伊勢貞矩室
  - 七男：島津忠郷（1742-1754） - 今和泉島津家祖
  - 八男：島津忠温（1744-1778） - 小松清香、島津忠郷（今和泉島津家）の養子
  - 女子：島津久般（都城島津家）許嫁